# Botvatte kastal
Botvatte kastal eller Kastalet är en kulle inneslutande ruinen av ett medeltida stenhus eller kastal i Botvatte i Ala socken på Gotland. Ruinen är rund, mäter 21 meter i diameter och är 2,3 meter hög.  
Ruinkullen skänktes 1937 av lantbrukare Johan Edmark i Ala till Föreningen Gotlands fornvänner.